# Hennezis
Hennezis és un municipi francès situat al departament de l'Eure i a la regió de Normandia. L'any 2007 tenia 768 habitants.

## Demografia

### Població
El 2007 la població de fet de Hennezis era de 768 persones. Hi havia 262 famílies, de les quals 36 eren unipersonals (24 homes vivint sols i 12 dones vivint soles), 75 parelles sense fills, 139 parelles amb fills i 12 famílies monoparentals amb fills.
La població ha evolucionat segons el següent gràfic:
Habitants censats

### Habitatges
El 2007 hi havia 285 habitatges, 267 eren l'habitatge principal de la família, 13 eren segones residències i 5 estaven desocupats. Tots els 284 habitatges eren cases. Dels 267 habitatges principals, 242 estaven ocupats pels seus propietaris, 17 estaven llogats i ocupats pels llogaters i 8 estaven cedits a títol gratuït; 1 tenia una cambra, 5 en tenien dues, 25 en tenien tres, 70 en tenien quatre i 166 en tenien cinc o més. 211 habitatges disposaven pel capbaix d'una plaça de pàrquing. A 90 habitatges hi havia un automòbil i a 163 n'hi havia dos o més.

### Piràmide de població
La piràmide de població per edats i sexe el 2009 era:
| Homes | Edats   | Dones |
| ----- | ------- | ----- |
| 0     | 95 o +  | 0     |
| 0     | 90 a 94 | 0     |
| 0     | 85 a 89 | 4     |
| 0     | 80 a 84 | 12    |
| 20    | 75 a 79 | 0     |
| 8     | 70 a 74 | 16    |
| 4     | 65 a 69 | 4     |
| 0     | 60 a 64 | 12    |
| 20    | 55 a 59 | 8     |
| 32    | 50 a 54 | 36    |
| 44    | 45 a 49 | 40    |
| 28    | 40 a 44 | 32    |
| 32    | 35 a 39 | 28    |
| 36    | 30 a 34 | 36    |
| 12    | 25 a 29 | 16    |
| 28    | 20 a 24 | 16    |
| 24    | 15 a 19 | 28    |
| 40    | 10 a 14 | 28    |
| 40    | 5 a 9   | 20    |
| 20    | 0 a 4   | 24    |

## Economia
El 2007 la població en edat de treballar era de 529 persones, 388 eren actives i 141 eren inactives. De les 388 persones actives 367 estaven ocupades (202 homes i 165 dones) i 22 estaven aturades (8 homes i 14 dones). De les 141 persones inactives 37 estaven jubilades, 53 estaven estudiant i 51 estaven classificades com a «altres inactius».

### Ingressos
El 2009 a Hennezis hi havia 292 unitats fiscals que integraven 821 persones, la mediana anual d'ingressos fiscals per persona era de 21.149 €.

### Activitats econòmiques
Dels 25 establiments que hi havia el 2007, 2 eren d'empreses alimentàries, 7 d'empreses de construcció, 6 d'empreses de comerç i reparació d'automòbils, 1 d'una empresa de transport, 7 d'empreses de serveis i 2 d'empreses classificades com a «altres activitats de serveis».
Dels 6 establiments de servei als particulars que hi havia el 2009, 1 era un paleta, 1 guixaire pintor, 1 lampisteria, 1 electricista, 1 empresa de construcció i 1 saló de bellesa.
Dels 2 establiments comercials que hi havia el 2009, 1 era una botiga de menys de 120 m² i 1 una joieria.
L'any 2000 a Hennezis hi havia 16 explotacions agrícoles que ocupaven un total de 1.236 hectàrees.

## Equipaments sanitaris i escolars
El 2009 hi havia una escola elemental integrada dins d'un grup escolar amb les comunes properes formant una escola dispersa.

## Poblacions més properes
El següent diagrama mostra les poblacions més properes.